# Climat du Ghana
 (mars 2023).
La mise en forme du texte ne suit pas les recommandations de Wikipédia : il faut le « wikifier ».
Les points d'amélioration suivants sont les cas les plus fréquents. Le détail des points à revoir est peut-être précisé sur la page de discussion.
- Les titres sont pré-formatés par le logiciel. Ils ne sont ni en capitales, ni en gras.
- Le texte ne doit pas être écrit en capitales (les noms de famille non plus), ni en gras, ni en italique, ni en « petit »…
- Le gras n'est utilisé que pour surligner le titre de l'article dans l'introduction, une seule fois.
- L'italique est rarement utilisé : mots en langue étrangère, titres d'œuvres, noms de bateaux, etc.
- Les citations ne sont pas en italique mais en corps de texte normal. Elles sont entourées par des guillemets français : « et ».
- Les listes à puces sont à éviter, des paragraphes rédigés étant largement préférés. Les tableaux sont à réserver à la présentation de données structurées (résultats, etc.).
- Les appels de note de bas de page (petits chiffres en exposant, introduits par l'outil «  Source ») sont à placer entre la fin de phrase et le point final[comme ça].
- Les liens internes (vers d'autres articles de Wikipédia) sont à choisir avec parcimonie. Créez des liens vers des articles approfondissant le sujet. Les termes génériques sans rapport avec le sujet sont à éviter, ainsi que les répétitions de liens vers un même terme.
- Les liens externes sont à placer uniquement dans une section « Liens externes », à la fin de l'article. Ces liens sont à choisir avec parcimonie suivant les règles définies. Si un lien sert de source à l'article, son insertion dans le texte est à faire par les notes de bas de page.
- La présentation des références doit suivre les conventions bibliographiques. Il est recommandé d'utiliser les modèles {{Ouvrage}}, {{Chapitre}}, {{Article}}, {{Lien web}} et/ou {{Bibliographie}}. Le mode d'édition visuel peut mettre en forme automatiquement les références.
- Insérer une infobox (cadre d'informations à droite) n'est pas obligatoire pour parachever la mise en page.

Pour une aide détaillée, merci de consulter Aide:Wikification.
Si vous pensez que ces points ont été résolus, vous pouvez retirer ce bandeau et améliorer la mise en forme d'un autre article.

Une carte de classification climatique de Köppen du Ghana.

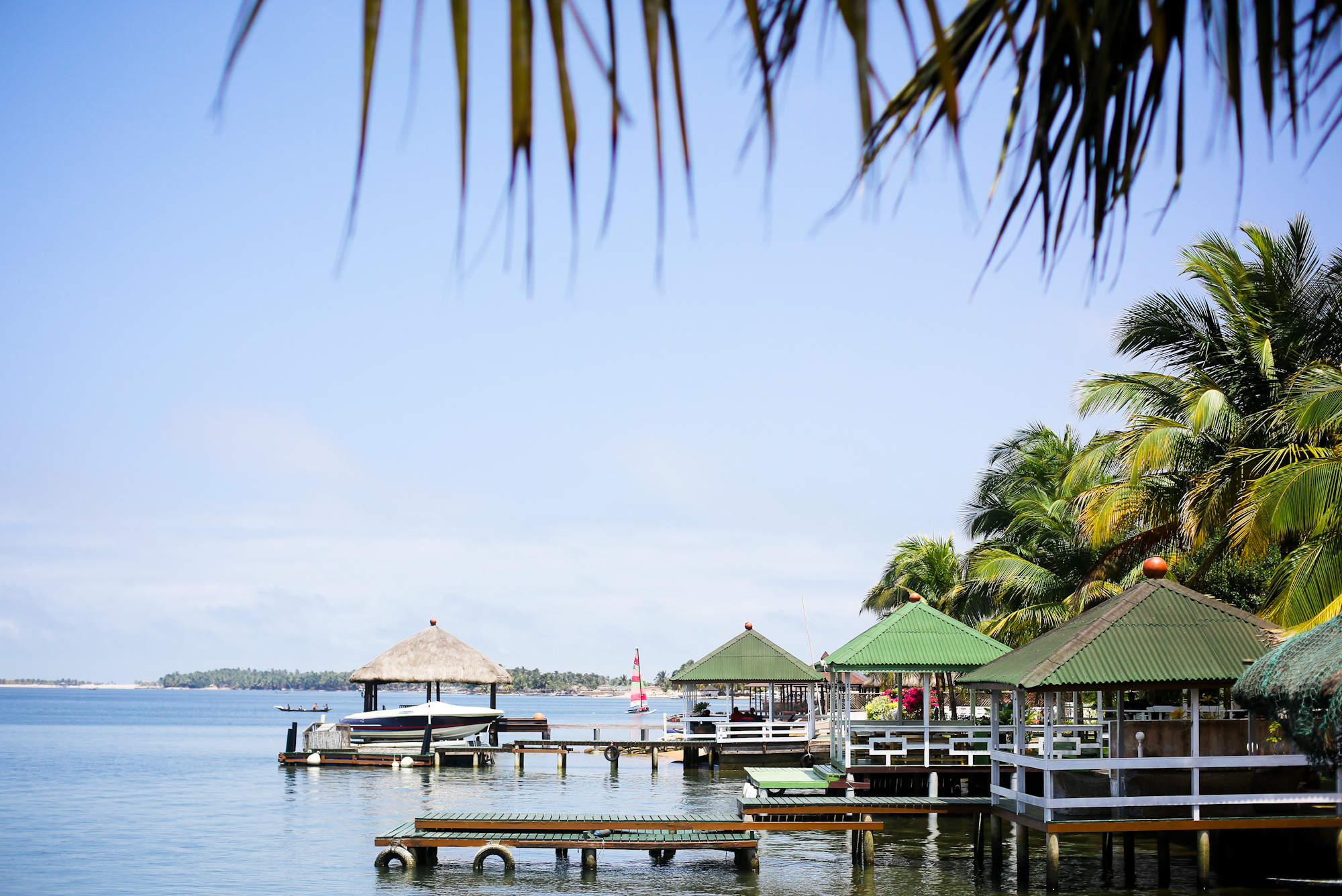
Lagons climatiques tropicaux et centres de villégiature de vacances sur l' île de Dodi, sur le lac Volta.

Le climat du Ghana est tropical. La ceinture côtière orientale est chaude et relativement sèche, le coin sud-ouest du Ghana est chaud et humide et le nord du Ghana est chaud et sec. Le Ghana est situé sur le golfe de Guinée, à seulement quelques degrés au nord de l'équateur, ce qui lui confère un climat chaud.
Le climat du Ghana est tropical et il y a deux saisons principales : la saison humide et la saison sèche. Le nord du Ghana connaît sa saison des pluies d'avril à mi-octobre tandis que le sud du Ghana connaît sa saison des pluies de mars à mi-novembre. Le climat tropical du Ghana est relativement doux pour sa latitude . L'harmattan, un vent sec du désert, souffle dans le nord-est du Ghana de décembre à mars, abaissant l'humidité et provoquant des journées plus chaudes et des nuits plus fraîches dans la partie nord du Ghana.
Les températures quotidiennes moyennes varient de 30 °C (86 °F ) pendant la journée à 24 °C (75 °F ) la nuit avec une humidité relative comprise entre 77 % et 85 %.  Dans la partie sud du Ghana, il y a une saison des pluies bimodale : d'avril à juin et de septembre à novembre.  Des grains se produisent dans la partie nord du Ghana en mars et avril, suivis de pluies occasionnelles jusqu'en août et septembre, lorsque les précipitations atteignent leur maximum.  Les précipitations varient de 78 à 216 centimètres (31 à 85 pouces) par an.